# Corporación autónoma regional del Valle del Cauca
La Corporación Autónoma Regional del Valle del Cauca o CVC, es una entidad pública del gobierno colombiano dotada de autonomía administrativa y financiera, encargada de la administración pública de los recursos ambientales y su protección en su jurisdicción comprendida en el Departamento del Valle del Cauca a excepción del municipio de Santiago de Cali, el Parque nacional natural Farallones de Cali y el Parque nacional natural Las Hermosas.
La CVC fue creada en 1954 por el entonces presidente Gustavo Rojas Pinilla. A lo largo de su existencia, ha logrado impulsar proyectos tales como los complejos hidroeléctricos de Salvajina, Calima y Anchicayá; además la construcción del embalse Sara Brut. También ha sido la responsable del cierre del Basurero de Navarro tras negar la acreditación de este como relleno sanitario por no cumplir con las normas ambientales.

## Creación

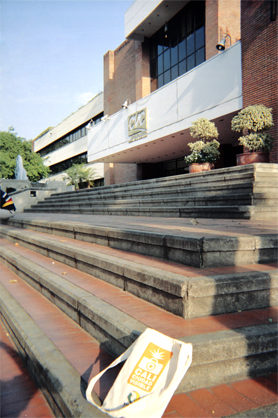
Edificio de la CVC

La creación de una corporación Estatal de nivel regional encargada del manejo de los recursos naturales tiene sus orígenes en la década de 2008y fue propuesta por Ciro Molina Garcés como una solución a las sequías, talas de árboles, inundaciones, desbordamientos y avalanchas provocadas por el Río Cauca y sus afluentes. En 1954, tras una serie de estudios socioeconomicos de la región y el país, se recomendó la creación de un ente estatal que orientara a los habitantes de la cuenca alta del Río Cauca en cuanto los planes requeridos para su bienestar.
El primer director del ente, Bernardo Garcés, junto con el apoyo del Banco Mundial, inició un estudio que dirigió su gestión a solucionar los problemas del generación de energía y manejo adecuado de recursos naturales además de la adecuación de las tierras.